# 关东学院女子短期大学
关东学院女子短期大学（日语：／ Kantō Gakuin Joshi Tanki Daigaku *），简称关短，是过去一所位于日本神奈川县横滨市金泽区的私立短期大学。

## 概要

### 简介
- 学校最早可以追溯到1884年[1][2]。短期大学为于1950年开办[2]、由学校法人关东学院经营、来源于美国人传教士创立的学校、由于教育的基础是新教。招生到2001年、停办于2004年[3]。

### 历史
- 1950年 关东学院大学短期大学部成立并同时设置四个学科、以下列举
  - 工科（招生到1955年、停办于1957年）
  - 经济科（招生到1955年、停办于1957年）
  - 英文科
  - 家政科
- 1951年 英文科分离为以下两个课程[3]。
  - 第一部（改编为英文科于1967年）
  - 第二部：停办于1967年。
- 1957年 专科英语专攻成立、改校名为关东学院短期大学[4]。
- 1966年 日文科成立[3]。
- 1967年 改校名为关东学院女子短期大学[3]。
- 1969年 家政科分离为以下两个专攻[3]。
  - 家政专攻
  - 食物营养专攻。
- 1973年 幼儿教育科成立[3]。
- 1985年 生活文化专攻成立于家政科[3]。
- 1987年 经营信息学科成立[3]。
- 2001年 最后一年招生、次年停止招生（正式停办于2004年9月30日[3]）。

## 学校环境
- 校区：在了神奈川县横滨市金泽区[注 1]

## 组织

### 学科
- 英文科
- 家政科
  - 家政专攻
  - 食物营养专攻
  - 生活文化专攻
- 日文科
- 幼儿教育科
- 经营信息学科

### 前学科
| - 英文科 - 第一部 - 第二部 - 工科 - 经济科 |

### 专科
| - 英语专攻 - 食物营养专攻 |

### 业余课程
| - 没有 |

### 附属学校
- 幼儿园：前关东学院女子短期大学附属幼儿园成立于1981年[5]

## 知名校友
- 森贵美子：女时装模特儿
- 常盘贵子：女演员
- 中村啓子：女解说人。
- 原江梨子：女歌手。
- 伊藤爱子：女演员

## 相关链接
- 日本短期大学列表